# Черемных, Павел Семёнович
Па́вел Семёнович Черемны́х (16 (28) февраля 1899, с. Большое Трифоново — 17 октября 1975, Москва) — советский философ, профессор, доктор философских наук. Автор сочинений, посвящённых классам, классовой борьбе, диктатуре пролетариата, историческому материализму, марксистско-ленинской философии. Теоретик научного коммунизма.

## Биография
Родился в селе Большое Трифоново (ныне - Свердловская область).
За боевые заслуги в ноябре 1916 года награждён Георгиевским крестом. Добровольцем ушёл в Красную армию. После участия в Гражданской войне поступил в Второй Московский государственный университет.
В 1919 становится секретарём партячейки КПСС. В 1928 году окончил педагогический факультет 2-го МГУ. В том же году поступил в Институт красной профессуры, который закончил в 1931 году.
В 1932–1933 Черемных — проректор Курсов марксизма-ленинизма. В 1934—1938 — заведующий сектором исторического материализма Института философии АН СССР, в 1939—1941 — заведующий сектором Института Маркса — Энгельса — Ленина.
После начала Великой Отечественной войны уходит на фронт добровольцем. С июля 1941 года — военком 1311-го стрелкового полка 173-й стрелковой дивизии Западного фронта. С марта 1942 года Черемных — инструктор политотдела 20-й армии Западного фронта, с апреля 1944 года — лектор Дома Красной Армии 3-го Прибалтийского фронта.
Награждён Орденом Красной Звезды (1943), медалью «За боевые заслуги» (1944), Орденом Отечественной войны II степени (1944) и медалью «За победу над Германией в Великой Отечественной войне 1941—1945 гг.» (1945). Окончил службу в звании подполковника. После войны занимался научно-педагогической деятельностью.
В 1941—1948 годах находился на должности заместителя ректора АОН при ЦК КПСС, где в 1948 году стал профессором кафедры философии. Докторскую диссертацию защитил по теме «Развитие советского государства в процессе строительства социализма и коммунизма».
Умер 17 октября 1975 года в Москве.

## Сочинения

### Книги
- Буржуазные учения об обществе до Маркса и Энгельса. — М.: [б. и.], 1941. — 31 с.
- Что такое диктатура пролетариата. — М.: Госполитиздат, 1958. — 52 с.
- От диктатуры пролетариата к общенародному государству. — М.: Изд-во ВПШ и АОН, 1963. — 119 с.
- Современные проблемы марксистко-ленинского учения о классах и классовой борьбе. — М.: [б. и.], 1967.
- Как возникли классы и почему происходит классовая борьба. — МЛРД «Рабочий путь», 2021. — 83 с.

### Статьи в журналах
- Механисты и правый уклон // Революция и культура. — 1930. — № 19—20.
- Адвокаты теоретической базы правого оппортунизма // Под знаменем марксизма. — 1931. — № 1—2.
- Об одном политически вредном рецидиве // Вестник Коммунистической академии. — 1933. — № 5.
- О ликвидации эксплуататорских классов в СССР // Под знаменем марксизма. — 1936. — № 11.
- Победа социализма в СССР и диктатура рабочего класса // Под знаменем марксизма. — 1937. — № 10.
- Основные типы производственных отношений // Под знаменем марксизма. — 1938. — № 11, 12.
- О стирании классовых граней в СССР // Большевик. — 1939. — № 20.
- Расцвет социалистической демократии в СССР // Большевик. — 1950. — № 2.
- Разработка В. И. Лениным вопросов исторического материализма в годы первой русской революции // Вопросы философии. — 1956. — № 2.

### Энциклопедические статьи
- Классы и классовая борьба / П. Черемных // Классы — Конкуренция. — М. : Советская энциклопедия, 1938. — Стб. 5—48. — (Большая советская энциклопедия : [в 66 т.] /  гл. ред. О. Ю. Шмидт ; 1926—1947, т. 33).
- Буржуазия / П. Черемных // Ботошани — Вариолит. — М. : Советская энциклопедия, 1951. — (Большая советская энциклопедия : [в 51 т.] /  гл. ред. С. И. Вавилов ; 1949—1958, т. 6).